# بخش کوردیلرا
بخش کوردیلرا (به اسپانیایی: Departamento de Cordillera) یک منطقهٔ مسکونی در پاراگوئه است که در پاراگوئه واقع شده‌است. بخش کوردیلرا ۴٬۹۴۸ کیلومتر مربع مساحت و ۲۳۴٬۸۰۵ نفر جمعیت دارد.